# Neoaratus hercules
Espèce
Neoaratus hercules est une espèce de mouche originaire d'Australie.